# Canacé (Thessalie)
Pour les articles homonymes, voir Canacé.
Dans la mythologie grecque, Canacé (en grec ancien : Κανάκη / Kanákē) est la fille du roi de Thessalie Éole (fils d'Hellen et éponyme des Éoliens) et de son épouse Énarété,,.
Elle ne doit pas être confondue avec son homonyme, Canacé, fille d'Éole, maître et régisseur des vents.
Canacé fait partie d'une nombreuse fratrie : ses frères Athamas, Créthée, Déion, Magnès, Périérès, Salmonée et Sisyphe ; et ses sœurs Alcyone, Arné, Calycé, Pisidicé, Périmède et Tanagra.
Elle est séduite par Poséidon transformé en jeune taureau, à qui elle donne cinq fils : Hoplée, Nirée, Épopée, Aloée et Triopas,,,.

## Sources antiques
- Pseudo-Apollodore, Bibliothèque [détail des éditions] [lire en ligne] (I, 7, 3-4).
- Ovide, Métamorphoses [détail des éditions] [lire en ligne] (VI, 115-116).
- Diodore de Sicile, Bibliothèque historique [détail des éditions] [lire en ligne] (V, 61).
- Callimaque, Hymnes [détail des éditions] (lire en ligne) (Déméter, VI, 95-99).